# Middelkerke
Middelkerke är en kommun i Belgien.   Den ligger i provinsen Västflandern och regionen Flandern, i den västra delen av landet, 110 km väster om huvudstaden Bryssel. Antalet invånare är 18 776.
Trakten runt Middelkerke består till största delen av jordbruksmark. Runt Middelkerke är det ganska tätbefolkat, med 230 invånare per kvadratkilometer.